# Orden de restricción

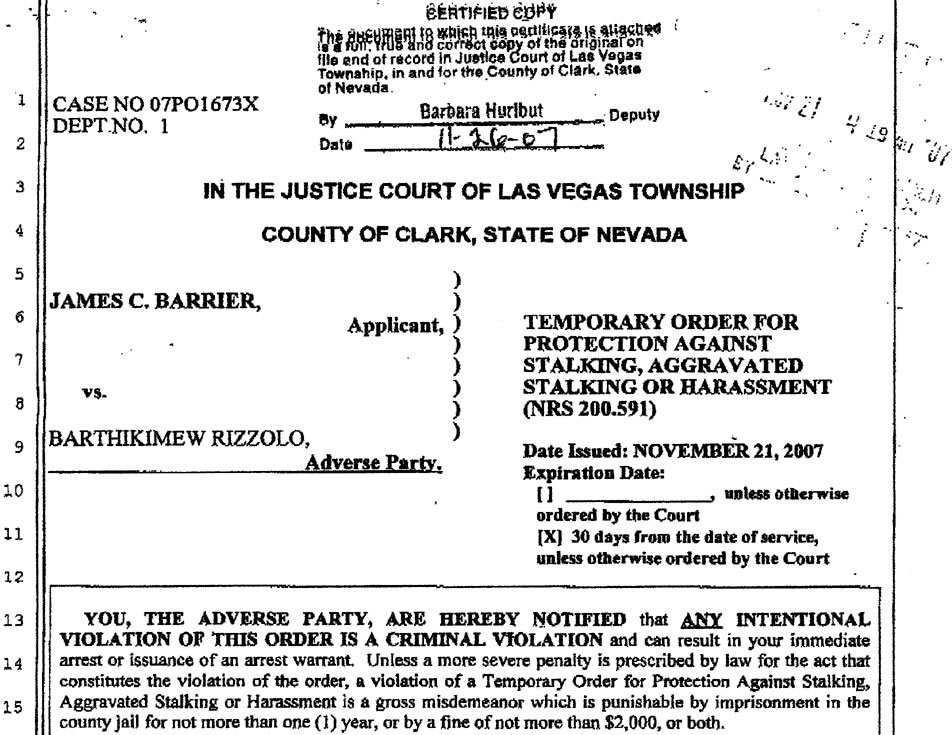
Una orden de restricción emitida por el Tribunal de Justicia de Las Vegas.

Una orden de restricción, orden de alejamiento u orden de protección es una orden utilizada por un tribunal para proteger a una persona en una situación que a menudo involucra presunta violencia doméstica, abuso y maltrato infantil, agresión, hostigamiento, acoso físico o agresión sexual.
Las leyes sobre órdenes de restricción y protección personal varían de una jurisdicción a otra, pero todas establecen quién puede solicitar una orden, qué protección o alivio puede obtener una persona de dicha orden y cómo se hará cumplir la orden. El tribunal ordenará a la parte contraria que se abstenga de determinadas acciones o exigirá el cumplimiento de determinadas disposiciones. El incumplimiento constituye una violación de la orden que puede resultar en el arresto y procesamiento del infractor. Las violaciones en algunas jurisdicciones también pueden constituir desacato penal o civil al tribunal.

## Disposiciones sobre órdenes de restricción
Todos los estatutos de órdenes de protección permiten que el tribunal ordene a un presunto abusador que se mantenga a cierta distancia de alguien, como su casa, lugar de trabajo o escuela (disposiciones de alejamiento), y que no se comunique con esa persona. Las presuntas víctimas generalmente también pueden solicitar al tribunal que ordene que se prohíba todo contacto, ya sea por teléfono, notas, correo, fax, correo electrónico, mensajes de texto, redes sociales o entrega de flores, regalos o bebidas (disposiciones de no contacto). Los tribunales también pueden ordenar a un presunto abusador que no lastime ni amenace a alguien (disposiciones de cese del abuso), conocidas como órdenes de no contacto violento. Los estatutos de orden de no contacto violento del tribunal pueden permitir que el presunto abusador mantenga su situación de convivencia actual con la presunta víctima o tenga contacto con ella.
Algunos estados también permiten que el tribunal ordene al presunto abusador que pague una manutención temporal o que continúe haciendo los pagos de la hipoteca de una casa propiedad de ambas personas (disposiciones de manutención), que otorgue el uso exclusivo de una casa o un automóvil propiedad de ambas personas (disposiciones de uso exclusivo), o que pague los costos médicos o los daños a la propiedad causados por el presunto abusador (disposiciones de restitución). Algunos tribunales también podrían ordenar al presunto abusador que entregue todas las armas de fuego y municiones que tenga (disposiciones de entrega de armas de fuego), que asista a un programa de tratamiento para agresores, que se presente a pruebas de drogas periódicas o que comience a recibir asesoramiento sobre abuso de alcohol o drogas. Su emisión se denomina a veces «divorcio de facto».

## Carga de la prueba y uso indebido
El estándar de prueba requerido para obtener una orden de restricción puede variar de una jurisdicción a otra, pero generalmente es inferior al estándar de más allá de toda duda razonable requerido en los juicios penales. Muchos estados de EE. UU., como Oregón y Pensilvania, utilizan un estándar de preponderancia de la evidencia. Otros estados utilizan estándares diferentes, como Wisconsin, que exige que las órdenes de restricción se basen en «motivos razonables».
Los jueces tienen algunos incentivos para equivocarse al conceder órdenes de restricción. Si un juez concede una orden de restricción contra alguien que no la merece, normalmente la única repercusión es que el acusado podría apelar la orden. Sin embargo, si el juez niega la orden de restricción y el demandante resulta asesinado o herido, la mala publicidad y una reacción furiosa de la comunidad pueden dañar la carrera del jurista.
El estatuto de Colorado invierte los procedimientos judiciales estándar y el debido proceso, al disponer que después de que el tribunal emite una orden ex parte, el acusado debe «comparecer ante el tribunal en una fecha y hora específicas y... mostrar causa, si la hubiera, por la cual dicha orden de protección civil temporal no debería hacerse permanente». Es decir, los tribunales de Colorado imponen la carga de la prueba sobre el acusado para establecer su inocencia, en lugar de exigir al acusador que pruebe su caso. De manera similar, Hawái exige que el acusado demuestre su propia inocencia.
La escasa carga de la prueba para las órdenes de alejamiento ha dado lugar a algunos casos de alto perfil en los que los acosadores de celebridades han obtenido órdenes de alejamiento contra sus víctimas. Por ejemplo, en 2005, un juez de Nuevo México dictó una orden de alejamiento contra el presentador de televisión David Letterman, que vive en la ciudad de Nueva York, después de que una mujer hiciera denuncias de abuso y acoso, incluidas acusaciones de que Letterman había hablado con ella a través de mensajes codificados en su programa de televisión. El juez admitió más tarde que concedió la orden de alejamiento no por los méritos del caso, sino porque el solicitante había completado completamente la documentación requerida.
Algunos abogados han criticado el uso de órdenes de restricción basándose en la teoría de que las partes en un divorcio pueden presentar dichas órdenes para obtener ventajas tácticas, en lugar de por un temor legítimo a sufrir daño. Liz Mandarano, abogada especializada en derecho de familia y matrimonial, especula que los abogados de divorcio se sienten incentivados a presionar para obtener órdenes de restricción porque dichas órdenes obligan a que todas las comunicaciones pasen por los abogados de las partes y pueden prolongar la lucha legal. Algunos abogados ofrecen retirar las órdenes de restricción a cambio de concesiones financieras en dichos procedimientos.

## Eficacia
Los expertos no se ponen de acuerdo sobre si las órdenes de restricción son efectivas para prevenir más acoso. Un análisis de 2010 publicado en el Journal of the American Academy of Psychiatry and the Law revisó 15 estudios estadounidenses sobre la efectividad de las órdenes de restricción y concluyó que estas «pueden cumplir un papel útil en la gestión de amenazas». Sin embargo, un análisis de 32 estudios estadounidenses realizado en 2002 concluyó que las órdenes de restricción se violan un promedio del 40 por ciento de las veces y se perciben como «seguidas de eventos peores» casi el 21 por ciento de las veces, y concluyó que «faltan pruebas de su eficacia relativa» y que pueden plantear cierto grado de riesgo. Otros estudios han demostrado que las órdenes de restricción ofrecen poca o ninguna garantía contra la violencia interpersonal futura. Una gran encuesta telefónica realizada en Estados Unidos en 1998 descubrió que, de las víctimas de acoso que obtuvieron una orden de restricción, sólo el 30% de estas órdenes mantuvieron alejado al acosador.
Los expertos en gestión de amenazas suelen desconfiar de las órdenes de restricción porque creen que pueden intensificarse o enfurecer a los acosadores. En su libro de 1997 The Gift of Fear, el especialista en seguridad estadounidense Gavin de Becker caracterizó las órdenes de restricción como «tareas que la policía da a las mujeres para demostrar que están realmente comprometidas a alejarse de sus perseguidores» y dijo que «claramente sirven a la policía y a los fiscales», pero «no siempre sirven a las víctimas». El Foro Independiente de Mujeres denuncia que estas medidas «infunden en las mujeres una falsa sensación de seguridad» y, en su Guía Jurídica de Familia, la Asociación Americana de Abogados advierte que «una orden judicial podría incluso aumentar la ira del presunto infractor».
Castle Rock v. Gonzales, 545 U.S. 748 (2005), es un caso de la Corte Suprema de los Estados Unidos en el que la Corte dictaminó, por 7 a 2, que una ciudad y su departamento de policía no podían ser demandados en virtud del 42 U.S.C. § 1983 por no hacer cumplir una orden de restricción, lo que llevó al asesinato de los tres hijos de una mujer por parte de su exmarido.
Ambas partes deben ser informadas de la orden de restricción para que entre en vigor. Las autoridades policiales pueden tener dificultades para entregar la orden, lo que hace que la petición sea improductiva. Un estudio encontró que en algunos condados el 91 por ciento de las órdenes de restricción no se cumplieron. Una orden de restricción temporal (orden «ex parte») está en vigor durante dos semanas antes de que un tribunal determine los términos de la orden, pero no entra en vigor hasta que se notifique al presunto abusador.

## Género de las partes
Las órdenes de restricción generalmente protegen a una mujer contra un presunto abusador masculino. Un estudio de California descubrió que el 72% de las órdenes de restricción vigentes en el estado en ese momento protegían a una mujer contra un presunto abusador masculino. La Coalición de Wisconsin Contra la Violencia Doméstica utiliza pronombres femeninos para referirse a los peticionarios y pronombres masculinos para referirse a los abusadores debido al hecho de que la mayoría de los peticionarios son mujeres y la mayoría de los presuntos abusadores son hombres.

## Jurisdicciones

### Canadá
En el Código Penal canadiense, la orden restrictiva está prevista en el artículo 810 Cr.P.C. , donde se denomina «compromiso de no alterar el orden público». Incluso en ausencia de un delito penal, una persona que crea razonablemente que corre el riesgo de ser víctima de lesiones físicas o daños a su propiedad por parte de un individuo considerado peligroso (a menudo un excónyuge) puede presentar una solicitud ante el tribunal para que se exija al amenazante que firme un compromiso y que esté sujeto a condiciones de buena conducta durante un período de doce meses. Por ejemplo, se le puede prohibir consumir drogas, se le puede exigir que proporcione una muestra de sustancia corporal, se le puede prohibir estar dentro del radio donde se encuentra la persona que presentó la denuncia, ya no enfrentar la prohibición de comunicarse directamente o indirectamente con la persona por quien se presentó la denuncia. En caso de incumplimiento del compromiso, el individuo comete el equivalente a un delito penal.

Miedo a sufrir lesión, daño o comisión del delito a que se refiere el artículo 162.1

810 (1) La persona que teme, por motivos razonables, que otra persona pueda presentar una información ante un juez de paz o hacer que otra persona la presente:
(a) cause daños personales a él o a su hijo o pareja íntima o dañe su propiedad;

b) comete el delito a que se refiere el artículo 162.1.

### Estados Unidos
La ley federal exige que todos los estados den «plena fe y crédito» a cada parte de una orden de restricción emitida por cualquier estado, siempre que se cumplan ciertos requisitos mínimos del debido proceso. De esta manera, un estado con estándares muy laxos para emitir una orden de restricción puede dictar una orden de protección de ese tipo, y cada estado y territorio federal estaría obligado a cumplir con todas las disposiciones. La ley federal prohíbe a cualquier persona que esté sujeta a una orden de protección estatal poseer un arma de fuego, siempre que la parte protegida sea una pareja íntima, es decir, un cónyuge o ex cónyuge, o una persona con quien la parte protegida haya tenido un hijo. Violar una orden de restricción es un delito que puede conllevar deportación.
Algunos estados (por ejemplo, Misisipi) también pueden llamar a una orden de restricción una orden de paz y son similares a las leyes ASBO en el Reino Unido. La ley de Minnesota prevé una orden de protección (OFP) y una orden de restricción por acoso (HRO).
Muchas jurisdicciones ofrecen un proceso simplificado para presentar una demanda civil para litigantes no representados. Por ejemplo, en Carolina del Norte, los litigantes pro se pueden presentar una queja 50B (también llamada DVPO, por domestic violence protective order, orden de protección contra la violencia doméstica) ante el secretario del tribunal.

#### Tipos
En los Estados Unidos, cada estado tiene algún tipo de ley de orden de restricción por violencia doméstica, y muchos estados también tienen leyes de órdenes de restricción específicas para el acoso y la agresión sexual. En EE. UU., cada estado tiene sus propias leyes de órdenes de restricción, pero tienden a dividirse en cinco tipos principales. No todos los estados tendrán todos los tipos de órdenes de restricción vigentes.
Una orden de restricción por violencia doméstica generalmente protege únicamente a las partes consideradas como parte de algún tipo de relación «doméstica» que puede, según el estatuto, incluir una relación familiar, doméstica, íntima o sexual.
Una orden de restricción por agresión sexual protege específicamente a la víctima de agresión sexual independientemente de la relación que pueda existir o no entre el peticionario y el demandado. Si el estado no tiene un estatuto de orden de restricción por agresión sexual, la víctima aún puede calificar para una orden de restricción por violencia doméstica si la agresión sexual ocurrió en el contexto de una relación doméstica o si el estatuto está redactado de manera suficientemente amplia. En tales casos, los sobrevivientes de agresión sexual a veces pueden calificar para órdenes de restricción por violencia doméstica porque cualquier acto de relación sexual entre el solicitante y el demandado, incluso durante una violación, establece legalmente la relación sexual íntima requerida.
Las órdenes de restricción por acoso y acecho generalmente no requieren que exista o no una relación específica entre las partes, pero también pueden no estar disponibles en todos los estados. Este tipo de órdenes de restricción también suelen requerir al menos dos instancias de, respectivamente, acoso o acecho para calificar.
En muchos casos, un estatuto puede cubrir más de un tipo de orden de restricción. Por ejemplo, lo que en Wisconsin se denomina una orden de restricción por acoso también incluye específicamente casos de agresión sexual y acecho.
En California, las órdenes de restricción por violencia doméstica se emiten según la Sección 6200 y siguientes del Código de Familia. Los tribunales de California han diseñado las órdenes de restricción por violencia doméstica para que sean accesibles al público y así no requerir un abogado para obtenerlas o defenderse de ellas.
Por último, una orden de restricción por riesgo extremo es una forma de orden de restricción estadounidense, utilizada actualmente en 13 estados. Otras formas de orden de restricción a veces ordenan restricciones de armas de fuego como parte de una orden judicial más amplia destinada a proteger a un individuo específico. Pero con una orden de restricción por riesgo extremo, la única atención se centra en las restricciones de armas de fuego. Se solicita cuando los miembros del hogar o la policía creen que un individuo en particular corre el riesgo de usar armas de fuego para hacerse daño a sí mismo o a otros. Si un tribunal está de acuerdo, a la persona se le pueden retirar sus armas de fuego. Este tipo de orden de restricción no tiene como objetivo proteger a un individuo específico, sino a la comunidad en general de alguien que se cree que representa un peligro para la violencia armada. Se ha citado como una posible herramienta para ayudar a prevenir tiroteos masivos como la masacre de la discoteca Pulse de Orlando.

### Francia
El procedimiento de orden de protección fue introducido en el código civil por la ley de 9 de julio de 2010 relativa a la violencia específicamente contra las mujeres, codificada en los artículos 515-9 y siguientes del código civil. Estas nuevas normas son aplicables a todas las parejas (casadas, en unión libre, en unión civil) o para personas separadas, que hayan estado casadas, en unión libre o en unión civil.
La orden debe ser solicitada por la víctima de violencia al juez de familia (JAF) del tribunal del lugar de residencia de la pareja.
Debe poder producir evidencia significativa: una querella, certificados médicos, certificados de personas cercanas, o de asociaciones y servicios sociales. Una simple barandilla no es prueba suficiente.
Al exigir audiencia a la persona contra quien se solicita la orden (cónyuge, excónyuge o pareja, expareja en una PACS), incluye varias medidas posibles: prohibición de recibir y reunirse con personas designadas, establecimiento de una residencia separada para los cónyuges, especificando cuál de los dos seguirá residiendo en el domicilio conyugal y situación sobre las modalidades de cobertura de los gastos relativos a este alojamiento, reparto del disfrute del alojamiento o residencia de la pareja a la pareja o pareja de hecho que no sea el autor de la violencia, prohibición de portar arma de fuego. En caso de expulsión del cónyuge o conviviente responsable de los hechos de violencia, ésta podrá realizarse inmediatamente, sin previo aviso. Estas decisiones podrán ir acompañadas de medidas que regulen la organización práctica y financiera de la separación (patria potestad, contribuciones a los gastos). Estas medidas se imponen por un período máximo de 6 meses, prorrogable en caso de procedimiento de divorcio o separación judicial. El incumplimiento de las medidas adoptadas constituye un delito penal (art. 227-4-2 CP) castigado con una pena de dos años de prisión y una multa de 15 000 euros.

### Reino Unido

#### Inglaterra
En el derecho inglés, se puede conceder una orden de no molestar en virtud del artículo 42 de la Ley de Derecho de Familia de 1996. Las órdenes de no acoso son un tipo de mandato judicial utilizado para proteger a una persona de la intimidación o el acoso. El incumplimiento de una orden de no molestar constituye un delito penal. En virtud de la Ley de Delitos y Víctimas de Violencia Doméstica de 2004, las parejas del mismo sexo que cohabitan pueden solicitar una orden de no acoso. Las órdenes de no acoso solicitadas para protección contra la violencia doméstica califican para recibir asistencia jurídica independientemente del ingreso del solicitante.